# Parafia św. Stanisława Biskupa w Rosku
Parafia Świętego Stanisława Biskupa w Rosku – parafia rzymskokatolicka, znajdująca się w archidiecezji poznańskiej, w dekanacie wieleńskim.